# Kościół św. Krzysztofa w Lubawce - Ulanowicach
Kościół św. Krzysztofa – rzymskokatolicki kościół filialny pod wezwaniem św. Krzysztofa w Lubawce w dzielnicy Ulanowice.

## Historia
Kościół powstał na zlecenie opata krzeszowskiego Bernharda Rosy, jako miejsce pielgrzymkowe związane z kultem Czternastu Świętych Wspomożycieli. Pierwotny kościół wybudowany został przez Marcina Urbana w latach 1685–1687. Sanktuarium cieszyło się taką popularnością, że w 1723 roku opat Dominicus Geyer postanowił wznieść większy, murowany kościół, co też zostało zrealizowane przez Michaela Jentscha. Do zachowanej do dzisiaj świątyni dobudowano w latach 1790–1792 taras z kryptą św. Aleksego i kamienną balustradą. Do kościoła prowadziła niegdyś droga oznaczona 14 kolumnami z posągami świętych, z których zostały tylko trzy. Murowany, na planie prostokąta, o wnętrzu salowym, z niewielką zakrystią od wschodu, nakryty dachem czterospadowym z sygnaturką na kalenicy.

## Wyposażenie

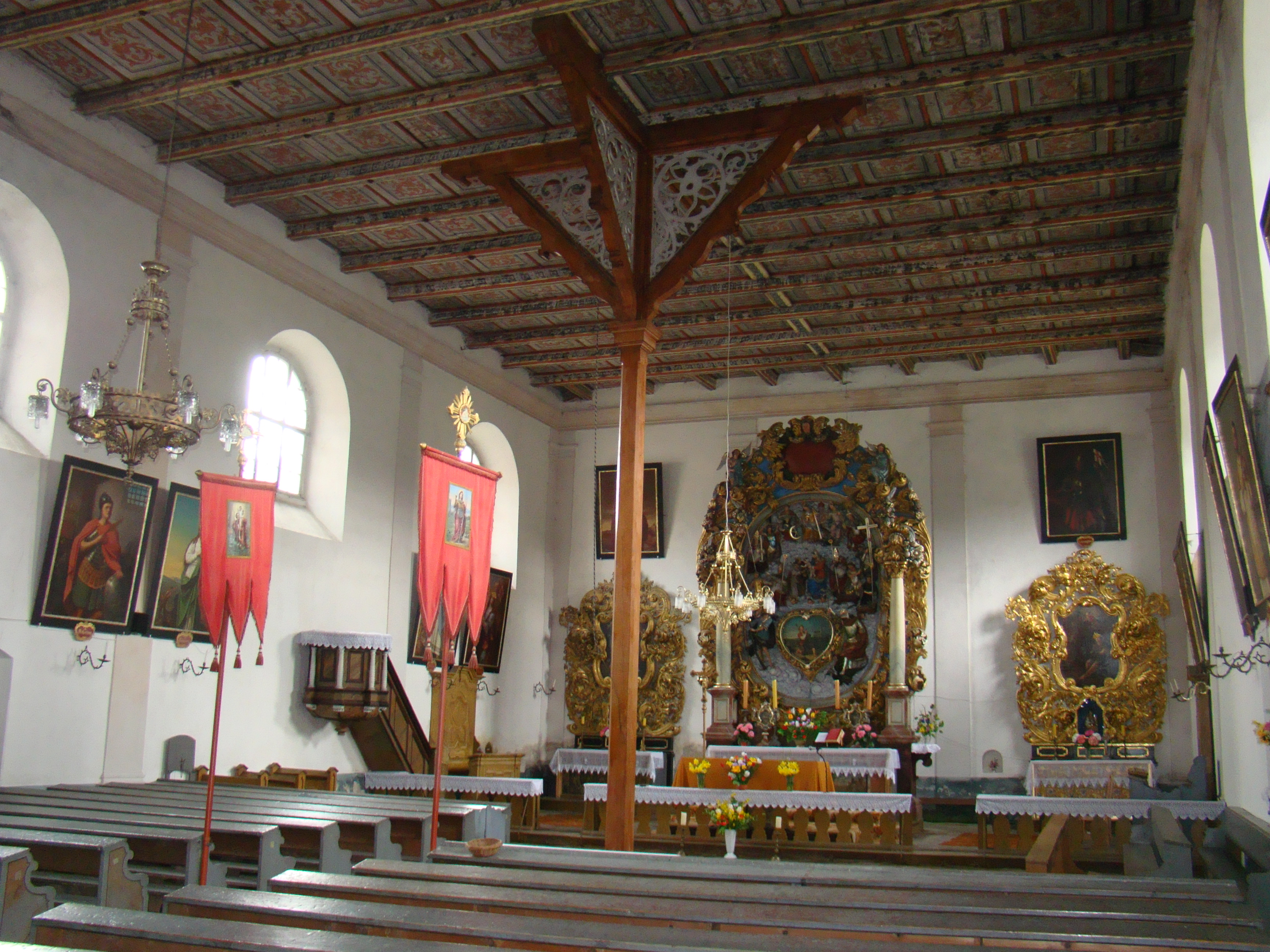
Nawa boczna z prezbiterium

Dość skromne wyposażenie kościoła zostało wykonane głównie w stylu barokowym, a uzupełnia je kilka dziewiętnastowiecznych obrazów. Oprócz cyklu wizerunków Czternastu Wspomożycieli uwagę zwraca ołtarz główny, wykonany w 1690 roku przez krzeszowski warsztat Georga Schröttera. Pierwotnie nastawa ta służyła jako ołtarz boczny w kościele opackim w Krzeszowie, a do Podlesia trafiła w 1728 roku. Ołtarz ten łączy przedstawienie patronów kościoła z wizerunkiem Świętej Rodziny jako Trójcy Stworzonej. Ten sposób ukazywania Świętych Pomocników stał się później niezwykle popularny na Śląsku i był często naśladowany, jak chociażby w altarioli ołtarza głównego w kościele parafialnym Świętej Rodziny w Chełmsku Śląskim. Dziewiętnastowieczny obraz w centrum przedstawia pasterza, któremu w XV wieku na terenie należącym do cystersów w Langheim ukazali się Święci Pomocnicy, co zapoczątkowało kult Czternastu Wspomożycieli. Dwa ołtarze boczne zostały wykonane przez Antona Hoffmana w 1714 roku. W niszy w ścianie północnej uwagę zwraca figura Matki Bożej z Dzieciątkiem (1668–1669), najprawdopodobniej dłuta legnickiego rzeźbiarza Matthäusa Knotego. Nad wejściem głównym wiszą trzy małe obrazy wotywne z II połowy XVIII wieku. Drewniany strop z ciekawą dekoracją floralną powstał w 1723 roku. Na szafie w zakrystii stoją rzeźby św. Bernarda z Clairvaux i św. Benedykta autorstwa Schröttera. Na balustradzie tarasu w 1792 roku umieszczono wtórnie dwie kamienne rzeźby: św. Barbary i św. Katarzyny. Szczególną atrakcją kościoła jest zachowana krypta pod schodami, w której znajduje się naturalnej wielkości rzeźba św. Aleksego.

## SeriaCzternastu Wspomożycieli
Głównym zabytkiem kościoła jest seria obrazów Czternastu Wspomożycieli namalowanych w pierwszej ćwierci XVIII wieku, z których zachowało się tylko siedem: św. Barbara, św. Idzi, św. Pantaleon, św. Eustachy, św. Dionizy, św. Katarzyna Aleksandryjska i św. Błażej. Sądząc na podstawie cech formalnych przedstawień, ich autorem był legnicki malarz Jeremias Josef Knechtel. W końcu XIX wieku postanowiono uzupełnić brakujące przedstawienia świętych. Do tego celu zatrudniono Hieronymusa Richtera z Kłodzka, który w 1884 roku namalował obrazy: św. Krzysztof, św. Cyriak i św. Akacjusz, oraz Paula Assmanna z Opawy, który wykonał wizerunki: św. Wit, św. Małgorzata i być może także św. Erazm i św. Jerzy. Obecnie wszystkie czternaście obrazów cyklu wisi na ścianach podleskiej świątyni, stanowiąc główny malarski element wnętrza. Postacie Czternastu Wspomożycieli na wszystkich obrazach przestawione są do kolan w różnych pozach: bądź to zwracają się do widza albo stoją na wprost, bądź też są obrócone w trzech czwartych. Każdy święty został przedstawiony ze swoimi atrybutami, a w tle widnieje pejzaż lub wnętrze związane z życiem lub męczeńską śmiercią świętego.